# Bogoslužje
Bogoslužje, također i liturgija, naziv je za bilo koji čin slavljenja božanstva kojim se obilježava neki važan trenutak u životu čovjeka.
Vrši se unutar skupine ljudi, pripadnika neke religije, i uvijek je bitno zajedničarski čin, te je kao takav dio gotovo svih svjetskih religija.
Bogoslužja obično uključuju početnu inicijaciju, manje ili više redovito obilježavanje blagdana, često sklapanje braka i gotovo uvijek neke obrede vezane uz bolest i smrt.
Kolokvijalno se ovaj izraz koristi za neka osobita bogoslužja, kao što je to slučaj s tjednim i blagdanskim sastankom kod nekih Crkava proizašlih iz Reformacije.
U kršćana, u užem smislu liturgijom naziva se samo glavni čin kršćanskog bogoslužja, koji se u Zapadnoj crkvi zove i misa. U širem smislu, a osobito u literaturi od 16. st., obuhvaća sve kršćanske bogoslužne obrede. Imamo prednicejsku, aleksandrijsku, liturgiju antiohijsko-jeruzalemske vrste, carigradsku, rimsku, galikansku, milansku (ambrozijansku), mozarapsku i keltsku. Zagreb je imao svoj posebni zagrebački obred.
U židovstvu, liturgija su molitve u bogoslužju i red službe Božje. Od 19. stoljeća postupno ovu riječ zamjenjuje hebrejski biblijski izraz avoda.

## Poveznice
- Liturgijska glazba
- Crkvena glazba
- Kršćanska glazba
- Vjerska glazba
- Religija
- Kršćanstvo
- Duhovnost
- Katolicizam
- Kršćanska umjetnost
- Crkveni namještaj
- Misa
- Časoslov